# Kosteantînivka, Solone
Kosteantînivka (în ucraineană Костянтинівка) este un sat în comuna Bereznuvativka din raionul Solone, regiunea Dnipropetrovsk, Ucraina.

## Demografie
Componența lingvistică a localității Kosteantînivka
     Ucraineană (98,1%)
     Rusă (1,9%)
Conform recensământului din 2001, majoritatea populației localității Kosteantînivka era vorbitoare de ucraineană (98,1%), existând în minoritate și vorbitori de rusă (1,9%).